# Socket FM2+
Le socket FM2+ (FM2b, FM2r2) est un socket pour CPU à force d'insertion nulle conçu par AMD pour que ses APU pour PC de bureau « Kaveri » et « Godavari » (basés tous deux sur l'architecture Steamroller) se connectent à la carte mère. Le FM2+ a une configuration de broches légèrement différente de celle du socket FM2 avec deux broches supplémentaires. Les APU à socket FM2+ ne sont pas compatibles avec les cartes mères à socket FM2 en raison des broches supplémentaires susmentionnées. Cependant, les APU à socket FM2 tels que « Richland » et « Trinity » sont compatibles avec le socket FM2+.
- Les modules DIMM ECC sont pris en charge sur le socket FP3, mais pas sur le socket FM2+[3].
- Il y a 3 cœurs PCI Express : un cœur 2 ×16 et deux cœurs 5 ×8. Il y a 8 ports configurables, qui peuvent être divisés en 2 groupes :
  - Groupe Gfx : contient 2 ports ×8. Chaque port peut être limité à des largeurs de liaison inférieures pour les applications qui nécessitent moins de voies. De plus, les deux ports peuvent être combinés pour créer une seule liaison ×16.
  - Groupe GPP : contient 1 lien UMI (en) x4 et 5 ports à usage général (GPP).

Toutes les liaisons PCIe sont capables de prendre en charge les débits de données PCIe 2.0. De plus, la liaison Gfx est capable de prendre en charge le débit de données PCIe 3.x.
Pour connaître les chipsets disponibles, consultez la page Fusion controller hubs (FCH).
Son homologue pour PC portables est le socket FP3 (μBGA906).

## Dissipateur thermique
Les quatre trous de fixation du dissipateur thermique à la carte mère sont placés aux quatre coins d'un rectangle de largeur 48 mm et de longueur 96 mm pour les sockets AMD AM2, AM2+, AM3, AM3+ et FM2. Les solutions de refroidissement doivent donc être interchangeables.